# سسک چیف‌چاف جزایر قناری
سسک چیف‌چاف جزایر قناری (نام علمی: Phylloscopus canariensis) گونه‌ای از سسک برگ بومی جزایر قناری و اسپانیا است. گاهی با نام انگلیسی Canary Island chiffchaff نوشته می‌شود.